# لوسیژنین
لوسیژنین (به انگلیسی: Lucigenin) یک ترکیب شیمیایی با شناسه پاب‌کم ۶۵۰۹۹ است. 